# Tonino Delli Colli
Tonino Delli Colli (Roma, 20 de novembro de 1923 — Roma, 16 de agosto de 2005) foi um diretor de fotografia italiano.